# Joris Lohman
Joris Lohman (Amsterdam, 1985) is een Nederlandse voedselsystemen-expert, auteur en sociaal ondernemer. Hij is medeoprichter en strategisch directeur van Food Hub, een organisatie die zich richt op voedselonderwijs en de transitie naar een eerlijk, duurzaam en inclusief voedselsysteem.
In 2024 verscheen zijn boek Boter, kaas en havermelk bij uitgeverij Unieboek | Het Spectrum. Daarin bespreekt hij de grote spanningen en tegenstellingen binnen het Nederlandse voedselsysteem, en pleit hij voor een genuanceerd publiek debat over onderwerpen als landbouw, ecologie, technologie en voedselproductie.
Lohman is mede-host van de wekelijkse podcast Eten is Weten, samen met Karsten de Vreugd, Hidde Boersma en Atoesa Farokhi. In 2022 werkte hij mee aan de documentaire The Future of Food. Daarnaast is hij actief binnen meerdere initiatieven die zich richten op de toekomst van voedsel, waaronder het dialoogproject Stop the Food Fight en de Low Food Movement, een beweging die duurzame innovatie binnen de Nederlandse gastronomie stimuleert.
Gedurende zeven jaar was Lohman verbonden aan Aeres Hogeschool als docent binnen de hbo-masteropleiding Food Systems Innovation.

## Loopbaan
Lohman studeerde politicologie met een specialisatie in bestuur en beleid. Al vroeg in zijn carrière raakte hij betrokken bij de internationale Slow Food-beweging, waar hij zich inzette voor een “good, clean and fair” voedselsysteem. Hij was voorzitter van de Youth Food Movement in Nederland en vertegenwoordigde het internationale Slow Food Youth Network in het bestuur van Slow Food International.
In 2016 richtte hij samen met Joszi Smeets Food Hub op. De organisatie ontwikkelt onderwijsprogramma’s, communities en evenementen over voedselvraagstukken, en werkt samen met partijen uit bedrijfsleven, overheid, onderwijs en landbouw. Binnen Food Hub is Lohman actief als strategisch denker, moderator en spreker, met een focus op systeemverandering en toekomstbestendige voedselketens.

## Publieke visie
Lohman staat bekend om zijn pleidooi voor een realistische en inclusieve benadering van voedselvraagstukken. Hij stelt dat technologische innovatie en ecologisch herstel hand in hand kunnen gaan, mits er ruimte blijft voor nuance en samenwerking tussen uiteenlopende partijen binnen het voedselsysteem.
In verschillende publicaties heeft hij zich kritisch uitgelaten over het gepolariseerde voedseldebat. Zo benadrukt hij dat biologische consumptie belangrijk kan zijn, maar niet per definitie leidt tot wereldwijde systeemverandering. Ook stelt hij dat voedselvoorziening kwetsbaar is voor geopolitieke schokken en vraagt hij aandacht voor het versterken van regionale, weerbare ketens.

## Erkenning
Lohman wordt door verschillende media en kennisinstellingen erkend als een invloedrijke stem binnen de voedseltransitie. In een bijdrage aan een langetermijnvisie op het Nederlandse voedselsysteem – opgesteld in samenwerking met Wageningen University & Research – pleitte hij voor een bredere waardering van voedsel, waarbij de focus verschuift van kwantiteit naar kwaliteit, en van efficiëntie naar ecologische regeneratie. Deze visie werd verder uitgewerkt in een Engelstalige WUR-publicatie, waarin Lohman bijdroeg aan het positioneren van 'voedselsysteemdenken' als centrale aanpak binnen beleid en onderwijs.
In een artikel in Trouw uit 2022 werd Lohman genoemd als een van de denkers die boeren begeleiden bij de omslag naar natuurvriendelijke landbouwpraktijken.
In 2024 sprak hij zich in NRC Handelsblad uit tegen polarisatie in het landbouwdebat, en pleitte hij voor samenwerking tussen boeren, burgers, bedrijven en beleidsmakers als sleutel tot duurzame systeemverandering.